# Prairies du Fouzon
Les prairies du Fouzon sont un site naturel protégé constitué de prairies inondables, protégé par le conservatoire des sites naturels de Loir-et-Cher. Il appartient au réseau de sites écologiques Natura 2000, réseau européen de sites naturels ou semi-naturels ayant une grande valeur patrimoniale dont les objectifs sont de préserver la diversité biologique et valoriser le patrimoine naturel de nos territoires. Il présente un grand intérêt faunistique et floristique.

## Localisation
Il est situé dans le val de Cher, dans le département de Loir-et-Cher.Le site naturel s'étend sur pas moins de 5 communes, qui sont Meusnes, Châtillon-sur-Cher, Seigy, Couffy et Selles-sur-Cher, constituant un lieu d'une superficie de 1693 hectares. Ensemble de vastes prairies alluviales,  le site se situe à la confluence du Cher et de l'un de ses affluents nommé Fouzon. Les prairies s'inscrivent dans un ensemble constitué de boisements alluviaux, fourrés d’épineux et de rivières telles que le Modon et le Fouzon.

## Habitats
La plaine du Cher est inondable. Elle comporte des formations superficielles d'alluviales de deux sortes : les modernes et les anciens.
Les Prairies du Fouzon sont constituées à 65 % de prairies semi-naturelles humides, à 25 % de forêts caducifoliées et pour les 10 % restants de landes et broussailles.

## Espèces d'intérêt communautaire

### Oiseaux
C'est une étape migratoire pour le Balbuzard pêcheur (Pandion haliaetus), la Bondrée apivore (Pernis apivorus), le Busard Saint-Martin (Circus cyaneus), le Faucon hobereau (Falco subbuteo), le  Milan noir (Milvus migrans)et la Sterne pierregarin (Sterna hirundo).
C'est un lieu de reproduction pour le Courlis cendré (Numenius arquata), Martin-pêcheur d'Europe (Alcedo atthis), la Pie-grièche écorcheur (Lanius collurio) et le Râle des genêts (Crex crex).